# Ursula Ziebarth
Ursula Ziebarth (Berlijn, 20 november 1921 – aldaar, 20 maart 2018) was een Duits schrijfster en kunstverzamelaarster.

## Leven en werk
Ziebarth groeide als enig kind op bij haar ouders en grootouders in Berlin-Kreuzberg. Haar stiefvader was Joods en had de holocaust overleefd door onder te duiken in Berlijn. Haar moeder was op 3 februari 1945 omgekomen bij een luchtaanval.
Ziebarth studeerde geschiedenis, kunstgeschiedenis en Duits in achtereenvolgens Berlijn, Heidelberg, Straatsburg en vervolgens van 1940 tot 1945 weer in Berlijn, ditmaal aan de Humboldtuniversiteit. In 1940 ontmoette ze in Worpswede tijdens de Reichsarbeitsdienst textielkunstenares Bettina Müller-Vogeler (1903-2001), een dochter van Martha Vogeler. Ze onderhield de rest van haar leven een nauwe band met de familie Vogeler en het Haus im Schluh. In 1946 ging Ziebarth aan de slag als bibliothecaresse bij de Berlinische Volksbibliothek. In 1948 verhuisde ze naar Worpswede, waar ze tot 1955 als freelance schrijfster en journaliste werkte.
Begin augustus 1954 nodigde Ziebarth dichter Gottfried Benn telefonisch uit voor een lezing in Bremen. Op 6 augustus 1954 ontmoetten de twee elkaar in restaurant Fournes op de Innsbrucker Platz in Berlijn. Van augustus 1954 tot 1956 hadden Ziebarth en Benn een relatie. Op aanraden en bemiddeling van Benn nam ze in 1955 een baan aan als redactrice bij Winkler Verlag in Keulen, waar ze al vrij snel ontslag nam. Daarna werkte ze tot aan haar pensioen in 1986 als hoofd van de technische redactie en bibliotheek van het Deutsches Institut für Wirtschaftsforschung in Berlijn. Ruim veertig jaar na Benns dood verscheen in 2001 de bundel Hernach met 252 brieven die hij tussen augustus 1954 en juni 1956 aan Ziebarth had geschreven. De bundel werd aangevuld met Ziebarths herinneringen aan hun relatie. Zij had zijn brieven 45 jaar lang in haar flat in Berlijn in enveloppen bewaard en deze genummerd.
In de jaren 1950 schreef Ziebarth diverse boeken, voorzien van illustraties door schilder Walter Niemann uit Worpswede. De boeken waren van het genre non-fictie en bedoeld voor Amerikaanse scholen in Bremen die onder het Textbook and Curriculum Center vielen. Vanaf 1976 publiceerde ze literair werk en prentenboeken. Haar prozaboek Hexenspeise werd door Elke Wendt-Kummer in Die Zeit omschreven als een beetje dagboek, veel literair ‘feuilleton’, een snufje essay hier en bijna een reisverslag daar, zeker geen roman; een vleugje biografie. In het hoofdstuk Es ist schön, an Orpheus zu denken beschreef ze hoe ze de begrafenis van Gottfried Benn bijwoonde. Haar herinneringen aan Otto Dix, met wie ze bevriend bleef nadat ze de schilder in september 1961 in zijn atelier aan het Bodenmeer had ontmoet, werden in 2003 gepubliceerd.

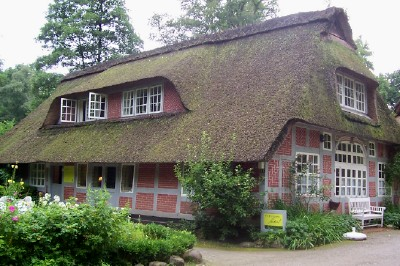
Haus im Schluh

In de loop van haar leven verzamelde Ziebarth tijdens haar reizen (en in kunsthandels) ongeveer 40.000 stukken volkskunst van over de hele wereld, maar ook antieke voorwerpen en speelgoed, die ze opsloeg in door haar gehuurde kelderboxen. Alles werd gerangschikt naar herkomst en elk object werd door haar op professionele wijze gecatalogiseerd. Tot haar nalatenschap behoren ook tekeningen en schilderijen van Walter Niemann, die hij aan haar had opgedragen. Na haar dood liet ze de hele collectie na aan de Heinrich Vogeler Stiftung Haus im Schluh Worpswede met de wens om deze permanent te huisvesten en tentoon te stellen in Worpswede. De tentoonstelling Die Sammlung Ursula Ziebarth – Volkskunst aus aller Welt werd in 2019-2020 postuum gehouden in Haus im Schluh.
Tot aan haar overlijden woonde ze in een eenkamerflat in het Bayerisches Viertel in Berlijn. Haar graf bevindt zich op Friedhof Schöneberg III.

## Werken

### Literaire werken
- Hexenspeise, Günther Neske, Pfullingen 1976, ISBN 978-3-7885-0065-8
- Ein Kinderspiegel, Bildband, München Piper 1979, ISBN 978-3-492-02480-8 (herdrukt door Weitra in 1997)
- Eine Frau aus Gold. Über das Zutrauen zum Weiblichen, Frankfurt am Main, Fischer TB-Verlag 1991, ISBN 978-3-596-10880-0
- Gottfried Benn: Hernach. Gottfried Benns Briefe an Ursula Ziebarth, met nawoord van Ursula Ziebarth en commentaar van Jochen Meyer, Wallstein-Verlag, Göttingen 2001, ISBN 978-3-89244-488-6
- »Trau deinen Augen!« Über Otto Dix, Wallstein-Verlag, Göttingen 2003, ISBN 978-3-89244-689-7
- Hatschi und Schildbürgergeschichten. Erinnerungen an Walter Niemann. Berlijn 2013, ISBN 978-3-00-044091-5.

### Kinderboeken
- Von der Post. met illustraties van Walter Niemann, Bremen: Eilers & Schünemann Verlagsgesellschaft 1950
- Auf dem Bauernhof. met linoleumkunst van Walter Niemann, Bremen: Eilers & Schünemann Verlagsgesellschaft 1952
- Auf der Straße. met afbeeldingen van Walter Niemann, Bremen: Eilers & Schünemann Verlagsgesellschaft 1952
- Schildbürger-Geschichten. met houtsnijwerk van Walter Niemann, Bremen: Eilers & Schünemann Verlagsgesellschaft 1952
- Unser Dorf. met afbeeldingen van Walter Niemann, Bremen: Eilers & Schünemann Verlagsgesellschaft 1952
- Abfahrt 11:33, met afbeeldingen van Walter Niemann, Bremen: Eilers & Schünemann Verlagsgesellschaft 1953
- Wir treffen heute 7 Leute. met afbeeldingen van Walter Niemann, Bremen: Eilers & Schünemann Verlagsgesellschaft 1954
- Hatschi! met afbeeldingen van Walter Niemann, Bremen: Eilers & Schünemann Verlagsgesellschaft 1957
- Peter, Polly und die Polizei. met afbeeldingen van Walter Niemann, Bremen: Eilers & Schünemann Verlagsgesellschaft 1957
- Butter und Schmalz, Zucker und Salz. met afbeeldingen van Walter Niemann, Bremen: Eilers & Schünemann Verlagsgesellschaft 1959
- Unsere große Stadt. met afbeeldingen van Walter Niemann, Bremen: Eilers & Schünemann Verlagsgesellschaft 1960
- Ein Lächeln zuwenig – ein Lächeln zuviel. met afbeeldingen van Walter Niemann, Bremen: Eilers & Schünemann Verlagsgesellschaft 1961
- Der Garten der Tiere. met afbeeldingen van Walter Niemann, Bremen: Eilers & Schünemann Verlagsgesellschaft 1962

- Bibliothèque nationale de France: cb14462810n (data)
- Gemeinsame Normdatei: 123350220
- International Standard Name Identifier: 0000 0000 2718 922X
- Library of Congress Control Number: n87154133
- Nederlandse Thesaurus van Auteursnamen: 23636118X
- Système universitaire de documentation: 059866659
- Virtual International Authority File: 54371567
- WorldCat: E39PBJpJfF4gc7hTdYVDMdDjG3